# Ecnomiohyla thysanota
Ecnomiohyla thysanota es una especie de anfibios de la familia Hylidae.
Habita en Panamá y quizá en zonas adyacentes de Colombia.
Sus hábitats naturales incluyen montanos secos, ríos, marismas de agua dulce y corrientes intermitentes de agua.